# جيفري فين
جيفري فين (بالإنجليزية: Jeffrey Finn)‏ هو شخصية أعمال أمريكي، ولد في 3 يونيو 1970 في بوسطن في الولايات المتحدة.

## وصلات خارجية
- جيفري فين على موقع قاعدة بيانات برودواي على الإنترنت (الإنجليزية)